# Sphaenorhynchus surdus
Sphaenorhynchus surdus är en groddjursart som först beskrevs av Cochran 1953.  Sphaenorhynchus surdus ingår i släktet Sphaenorhynchus och familjen lövgrodor. IUCN kategoriserar arten globalt som livskraftig. Inga underarter finns listade i Catalogue of Life.